# Lidia Sołtys
Lidia Sołtys (2 agosto 1988) è una schermitrice polacca.

## Biografia
Ha conquistato una medaglia di argento nella gara di sciabola a squadre nei campionati europei di scherma di Smirne del 2006.

## Palmarès
In carriera ha conseguito i seguenti risultati:
- Europei di scherma

Smirne 2006: argento nella sciabola a squadre.